# Sonate K. 390
La sonate K. 390 (F.336/L.234) en sol majeur est une œuvre pour clavier du compositeur italien Domenico Scarlatti.

## Présentation
La sonate K. 390, en sol majeur, notée Allegro, forme un couple avec la sonate suivante de même tonalité et de « goût français », deux œuvres qui ouvrent le volume XI du manuscrit de Parme. Avec les couples K. 388 et 389, 392 et 393, Scarlatti use des mêmes successions de mesure : d'abord en , puis en une pièce au caractère de danse, des menuets à 
 (la K. 391 qui suit est seulement notée dans Parme).
Dans la K. 390, le compositeur fait montre d'espièglerie, un exemple typique où transparaît la joie de jouer le clavecin, avec ses accents et mordants qui imitent le son des instruments folkloriques. La pièce est une sorte d'étude en arpèges de sixtes brisées.

## Manuscrits
Le manuscrit principal est le numéro 3 du volume IX de Venise (1754), copié pour Maria Barbara ; les autres sont Parme XI 1, Münster II 6 et Vienne E 35.

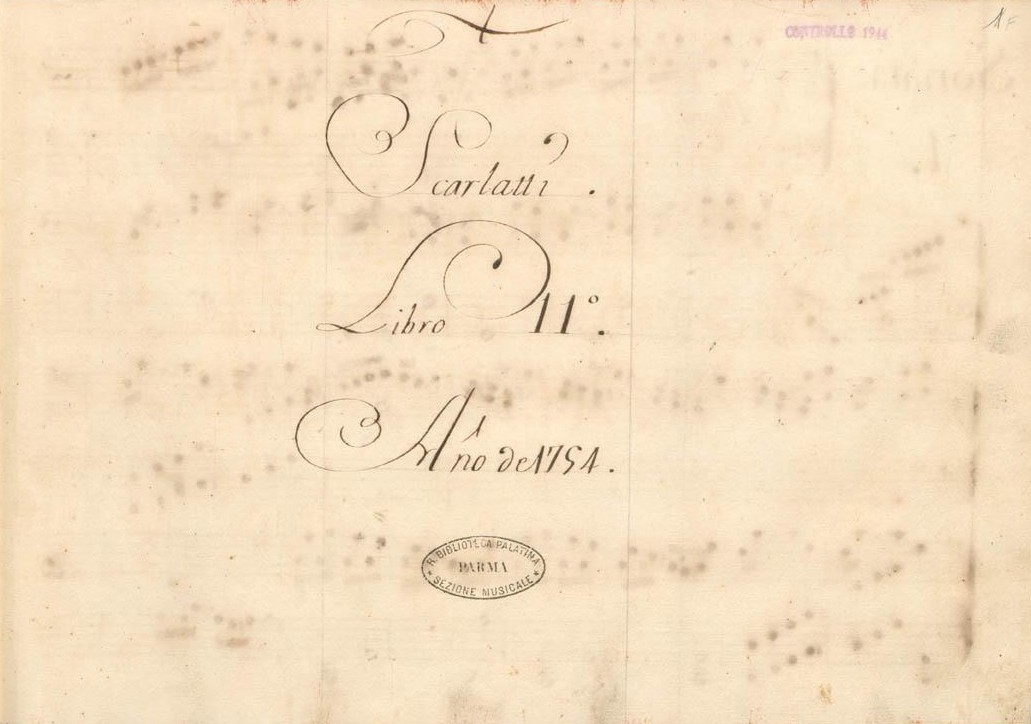
Parme XI (page de titre)
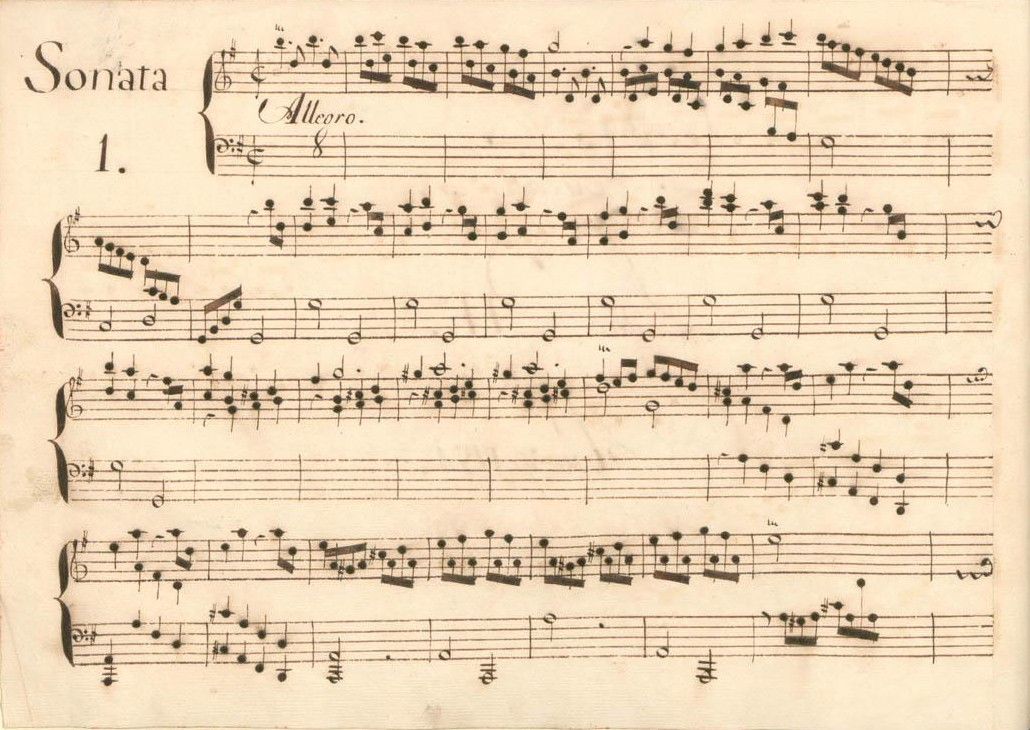
Parme XI 1.
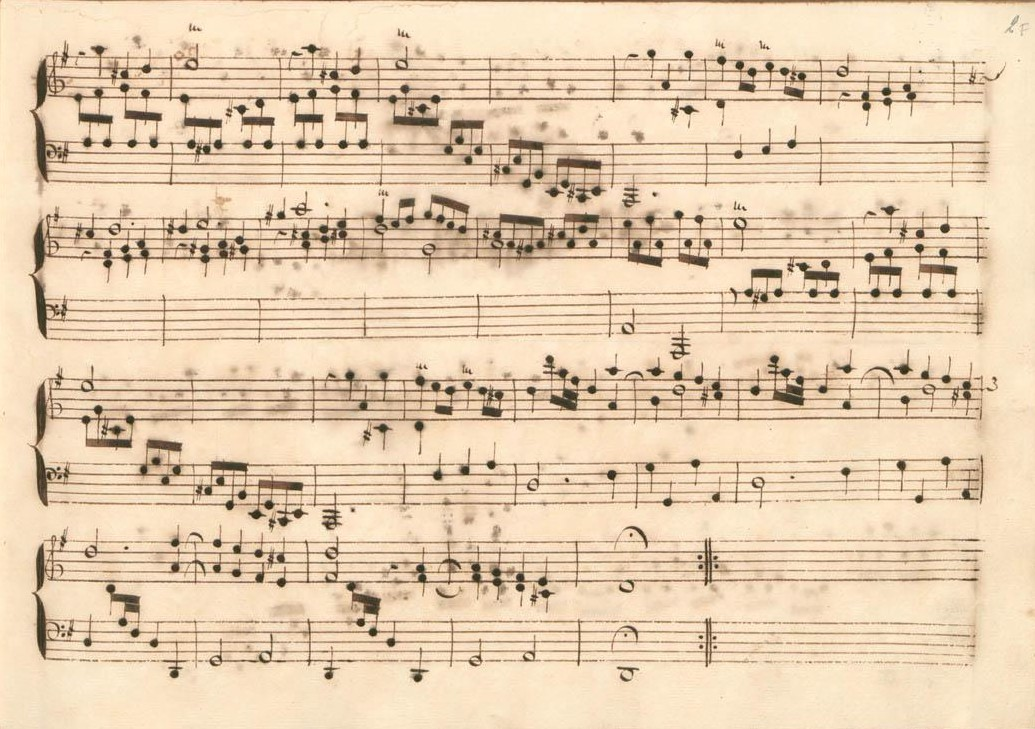
Parme XI 1 (fin de la première section).

## Interprètes
La sonate K. 390 est peu jouée, mais défendue au piano notamment par Carlo Grante (2013, Music & Arts, vol. 4) et Duanduan Hao (2015, Naxos, vol. 16) ; au clavecin par Scott Ross (1985, Erato), Richard Lester (2003, Nimbus, vol. 4) et Pieter-Jan Belder (Brilliant Classics, vol. 9).

## Sources
: document utilisé comme source pour la rédaction de cet article.
- Ralph Kirkpatrick (trad. de l'anglais par Dennis Collins), Domenico Scarlatti, Paris, Lattès, coll. « Musique et Musiciens », 1982 (1re éd. 1953 (en)), 493 p. (ISBN 978-2-7096-0118-4, OCLC 954954205, BNF 34689181).
- Alain de Chambure, « Domenico Scarlatti : Intégrale des sonates — Scott Ross », Erato (2564-62092-2), 1985 (OCLC 891183737) .
- (en) Carlo Grante, « Domenico Scarlatti, intégrale des sonates pour clavier (vol. 4) », p. 14, Music & Arts (CD-1293), 2016 (OCLC 1020680576) .